# Шойхет, Семён Михайлович
Семён Михайлович Шойхет (1 января 1931, Дубоссары, Молдавская АССР — 24 декабря 2010, Германия) — молдавский и советский архитектор. Заслуженный архитектор Молдавии, лауреат Государственной премии Молдавии в области литературы, искусства и архитектуры (1984).

## Биография
Родился в Дубоссарах, в еврейской семье. Рос в Воронеже. С началом Великой Отечественной войны отец — Михаил Григорьевич Шойхет (1905—1942) — был призван на фронт и вскоре погиб, а семья (мать и трое детей) была эвакуирована в Среднюю Азию и после войны вернулась в Дубоссары, где окончил среднюю школу № 1. В 1951—1956 годах учился на архитектурном факультете Ташкентского политехнического института, затем работал на железнодорожном строительстве в Акмолинске и возвратился в Молдавскую ССР.
В качестве ведущего архитектора участвовал в разработке генеральных планов развития семи городов республики (Кагула, Комрата, Бендер, Дубоссар, Рыбницы, Тирасполя и Леово), впоследствии Генерального градостроительного плана Бельц, изменившего лицо города, а также генерального плана развития Кишинёва и окружающих населённых пунктов (руководитель проекта — Роберт Курц, 1969). На протяжении более чем пятидесяти лет работал в кишинёвском проектном институте Урбанпроект (прежние названия — Молдгипросельстрой и Молдгипрострой), был главным архитектором института.
Семён Шойхет — автор проектов Кишинёвского государственного цирка (1981, Государственная премия МССР, 1984), городского Дворца культуры железнодорожников (с Б. В. Вайсбейном), здания министерства сельского хозяйства (с Б. В. Вайсбейном), здания молдавской школы № 1 (ныне французский лицей имени Г. Асаки), Дома печати (с Б. В. Вайсбейном), крытого теннисного корта, Национального банка (Госбанк, с Б. В. Вайсбейном), мемориального комплекса жертвам Кишинёвского погрома 1903 года в парке «Алунел» (скульптор — Н. М. Эпельбаум, 1993), памятника узникам Кишинёвского гетто (на ул. Иерусалимской на месте бывших ворот гетто, скульптор — Н. М. Эпельбаум, 1992), реконструкции мемориала воинской славы «Вечность» (Eternitate, 2006), памятника автомобилистам (2007).

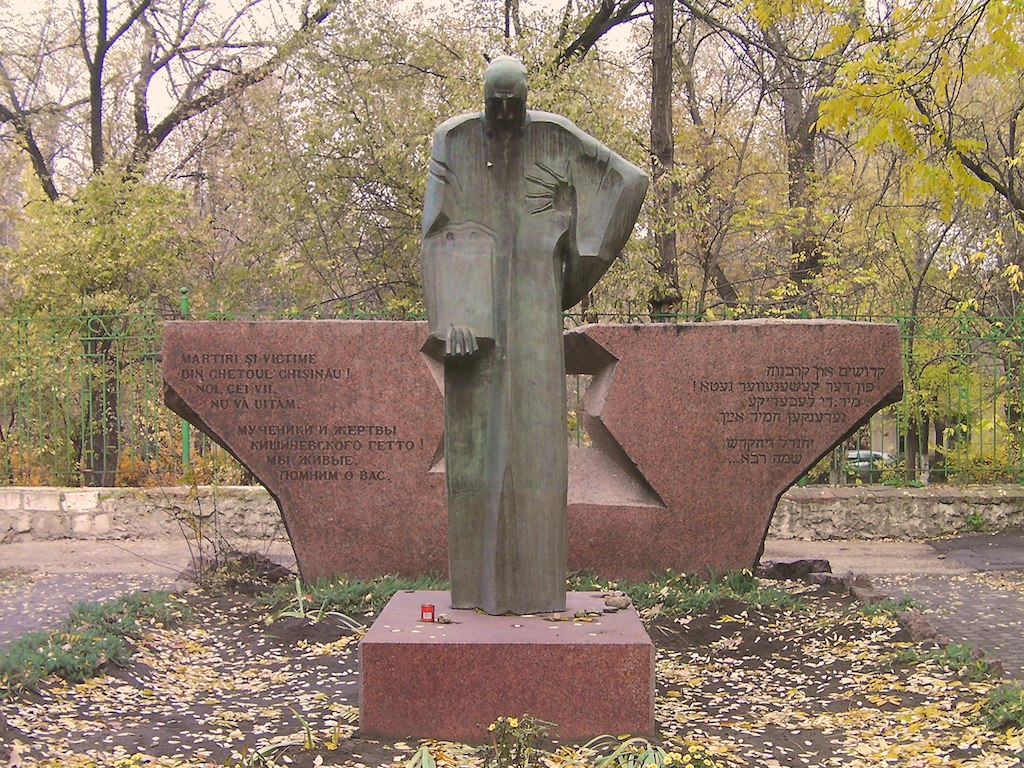
Памятник жертвам еврейского гетто (Кишинёв)

Помимо кишинёвских проектов, С. М. Шойхетом были спроектированы центральные площади Тирасполя и Бендер, Мемориал жертвам фашизма в Дубоссарах, памятник жертвам Рыбницкого гетто (2003), обелиск славы Кицканский плацдарм на берегу Днестра у села Кицканы в 10 км от Тирасполя (1972), Мемориальный комплекс «Шерпенский Плацдарм» в районе села Шерпены (к 60-летию Ясско-Кишиневской операции, 2004), дома культуры в Бендерах (с В. П. Меднеком, 1962), Страшенах, Оргееве, ряд зданий в этих и других городах Молдавии.
В 1993—2004 годах возглавлял Ассоциацию еврейских организаций и общин Молдовы. Награждён орденом «Трудовая слава» (Gloria Muncii), орденом «Почёта» (Ordin de Onoare)
С. М. Шойхет — автор книги «Архитектура Советской Молдавии» (с А. В. Колотовкиным и И. С. Эльтманом, Москва: Стройиздат, 1987), научных статей по архитектуре республики.